# Hội đồng Khoa học Nhật Bản
Hội đồng Khoa học Nhật Bản, viết tắt theo tiếng Anh là SCJ (Science Council of Japan), là một tổ chức đại diện của các học giả và các nhà khoa học Nhật Bản trong tất cả các lĩnh vực khoa học, trong đó có khoa học nhân văn, khoa học xã hội, khoa học đời sống, khoa học tự nhiên và kỹ thuật. SCJ được chính thức thành lập vào tháng 1 năm 1949 để hoạt động như một cơ quan khoa học độc lập dưới quyền của Thủ tướng Nhật Bản.
SCJ có trụ sở chính tại Roppongi, một quận Minato, Tokyo.
Các thành viên của SCJ được các nhà khoa học ở mọi cấp độ bầu ra, bao gồm cả các học giả nghiên cứu. Các thành viên được bầu và sau đó được xác nhận bởi Chính phủ Nhật Bản, một phương pháp tương tự như phương pháp ở một số nước.
Chủ tịch của SCJ hiện là Takashi Onishi, đến từ Toyohashi Tech, là chủ tịch được bầu vào năm 2016, và từng đảm trách hai nhiệm kỳ liên tiếp từ năm 2013.
Tính đến năm 2015, SCJ bao gồm 210 thành viên được bầu do thủ tướng bổ nhiệm và 2.000 thành viên liên kết. Cơ cấu tổ chức của nó bao gồm Đại hội đồng, một ban điều hành, ba cuộc họp Phần (cụ thể là Khoa học xã hội và Nhân văn, Khoa học Đời sống và Khoa học Vật lý và Kỹ thuật), 30 ủy ban dựa trên các lĩnh vực chuyên môn, năm Ủy ban hành chính để vận hành và định hướng vấn đề các ủy ban đặc biệt.
SCJ là thành viên quốc gia của Hội đồng Khoa học Quốc tế (ISC) và cả tổ chức tiền nhiệm của nó là ICSU.